# Ли-Ен Пинок
Ли-Ен Пинок (енгл. Leigh-Anne Pinnock; Хај Виком, 4. октобар 1991) је британска певачица, текстописац и чланица девојачке групе Литл Микс. Од 2021. године група је продала преко 60 милиона плоча широм света, што их чини једном од најпродаванијих женских група свих времена.  
Као текстописац, доприносила је песмама на албумима Литл Микса од самог почетка и била је коаутор два #1 сингла у Великој Британији.
Поред музике, Пинок је позната по свом активизму у борби против расизма, а 2020. године је награђена Наградом једнакости за свој рад на расној једнакости у Великој Британији. У децембру 2021. дебитовала је у филму Дан бокса, који је означио први британску романтичну комедију који је предводила потпуно црна екипа. 

## Биографија
Ли-Ен Пинок је рођена 4. октобра 1991. године од родитеља мешовитих раса Деборе Торнхил и Џона Пинока, а одрасла је у домаћинству на Карибима.  Пинок је живела у Хај Викому у Бакингемширу   са њене две старије сестре Сијан-Луиз и Саира.  Пинок има барбадошко и јамајчанско порекло  и Јамајку сматра својом другом домовином. Од детињства тамо проводи одмор, а многи њени рођаци и даље живе тамо. 
Пре него што се придружила Литл Миксу, радила је као конобарица у Пица Хату.  Године 2020. говорила је о томе да је први пут искусила расизам са девет година, за документарац који је касније емитован на Каналу 4 . 

## Каријера
У емисији Икс Фактор, била је постављена у групу Литл Микс и на крају су стигле до наступа уживо, а ментор им је била Тулиса Контоставлос.  У децембру 2011, Литл Микс су проглашене за победнике, што их чини првом групом која је икада победила у емисији.  Од 2022. године, Пинок је објавила седам албума са групом.
Године 2019, Ли-Ен је објавила сопствени асортиман купаћих костима са Гебријел Уркухарт, под називом In'A'Seashell.   
У марту 2019. Пинок је именована за ново лице спортског бренда Умбро.   У априлу 2020. године открила је да ће покренути документарац за Би-Би-Си, са детаљима о искуствима расизма и колоризма у Уједињеном Краљевству.  У октобру 2020, певачица је покренула сопствену продукцијску кућу под називом Pinnock Productions, како би помогла у прихватању различитости и култура које су недовољно заступљене у медијима. 
У јуну 2021, Ли-Ен је најављена за новог амбасадора Мејбелин Њујорк, америчког козметичког бренда, који је покренуо иницијативу „Храбри заједно“ у октобру исте године.  
У септембру 2021, новинар Чарли Бринкхерст-Каф и Тими Сотир објавили су књигу „Black Joy” која укључује лични есеј Ли-Ен под насловом „Моћ у себи: проналажење сврхе у подизању гласа”.    У децембру 2021. године дебитовала је у филму Дан бокса за који је први пут снимила и оригиналну музику. 
У фебруару 2022, Ли-Ен је потписала уговор о соло албуму са Варнер Рекордс-ом. 

## Лични живот
Пинок је упознала фудбалера Џордана Кифина 2012. године, а пар је био у сталној вези, од 2013. до 2016. године.   Године 2016. почела је да излази са професионалним фудбалером Андреом Грејем, а пар се уселио заједно у децембру 2018. године. 2020. године, пар се верио на своју четворогодишњу годишњицу.  У мају 2021. Пинок је објавила да је трудна, а 16. августа 2021. родила је близанце.  
Пинноцк је била отворена о својој борби против расизма. У интервјуу за магазин Гламур у марту 2019. године говорила је о својим искуствима са расизмом и коментарима које је добијала на друштвеним мрежама, док се прве три године осећала „невидљивом“ као једина црна девојчица у Литл Миксу. 
У успону Black Lives Matter, током лета 2020. године. Пинок је говорила о расизму у Британији и поделила своја искуства у музичкој индустрији. Године 2020. присуствовала је протестима у Лондону и говорила о полицијским убиствима Афроамериканаца Џорџа Флојда и Бреоне Тејлор. Пинок  је од тада признала своје привилегије као жене мешовите расе.  У свом документарцу: Leigh-Anne: Race, Pop & Power даље описује своја осећања и догађаје који су утицали на њену перцепцију света. 
Дана 14. маја 2021, Пинок је, у партнерству са својим вереником и сестром Саиром, покренула добротворну организацију под називом The Black Fund. Добротворна организација је направљена да подржи постојеће добротворне организације и групе које пружају подршку црначкој заједници, укључујући финансијску подршку.  

## Награде и номинације
| Year | Award ceremony                    | Category               |
| ---- | --------------------------------- | ---------------------- |
| 2018 | CelebMix Awards                   | Највећа инспирација    |
| 2019 | Ethnicity Awards                  | Инфлуенсер             |
| 2020 | CelebMix Awards                   | Највећа инспирација    |
| 2020 | Ethnicity Awards                  | Личност која инспирише |
| 2020 | Ethnicity Awards                  | Награда једнакости     |
| 2020 | National Diversity Awards         | Славна личност године  |
| 2021 | National Television Awards        | Документарац године    |
| 2021 | Ethnicity Awards                  | Прогрес у медијила     |
| 2021 | I Talk Telly Awards               | Најбољи документарац   |
| 2022 | Visionary Honours Awards          | Документарац године    |
| 2022 | Burberry British Diversity Awards | Шампион медија         |